# 山野正義
山野 正義（やまの まさよし、1936年9月19日 - 2021年10月16日）は、日本の教育者。学校法人山野学苑総長、山野美容芸術短期大学名誉学長。財団法人国際美容協会理事長を歴任。

## 略歴
学校法人山野学苑創設者である山野治一・愛子夫妻の長男として東京都中央区で誕生。学習院高等科卒業後、学習院大学経済学部経済学科に入学したが中退して渡米。1958年、ウッドベリー大学政経学部を卒業。
アメリカ・ビジネス界で経験を積んだ後、1973年帰国し、山野学苑総括に就任。1991年には同学苑理事長に就任。
2021年10月16日、肺線維症のため死去。85歳没。

## 年譜

### 学校法人・山野学苑関係
- 1958年 ウッドベリー大学卒業
- 1959年 ロサンゼルス市・ミュチュアル・オブ・ニューヨーク生命保険会社勤務、ヤマノ・ビューティカレッジ創設、副理事長[2]
- 1973年 帰国 学校法人山野学苑総括に就任
- 1983年 ヤマノ・ビューティカレッジ理事長[2]
- 1991年 学校法人山野学苑理事長、財団法人国際美容協会理事長
- 1995年 山野美容芸術短期大学学長
- 1998年 山野日本語学校創設、校長
- 1999年 一般社団法人日本美容福祉学会理事長
- 2002年 特定非営利活動法人全国介護理美容福祉協会理事長
- 2003年 山野医療専門学校創設、校長
- 2013年 学校法人・山野学苑総長
- 2013年 一般財団法人グローバルジェロントロジーセンター理事長

### 美容教育関係
- 1994年 社団法人日本理容美容教育センター理事
- 2000年 同常任理事
- 2002年 同副理事長、美容教育部会長、東京都理容美容学校協議会議長
- 2002年 財団法人日本理容師美容師試験研修センター理事

### 国際・文化・教育関係
- 1964年 ユナイテッド・インターナショナル株式会社設立
- 1965年 南カリフォルニア州日米協会理事
- 1966年 ロングビーチ市市長特別相談役
- 1967年 日米市長及び商工会議所会頭会議顧問
- 1967年 YPO（国際青年社長会議）会員
- 1969年 カリフォルニア州歴代著名人協会会員
- 1970年 全米著名人協会会員、米国永住権取得
- 1972年 米国モーターサイクル・オフィサーズ協会名誉会員
- 1973年 南カリフォルニア大学(USC)特別顧問
- 1974年 世界著名人協会会員、米国日系人青年社長会会長
- 1972年 ニクソン・佐藤栄作サクラメント会議に大統領補佐官として随行
- 1974年 米国レーガン前加州知事、ブラウン加州知事、ヤング加州検事総長の選挙対策委員
- 1975年 昭和天皇陛下訪米時のロサンゼルス市歓迎委員
- 1975年 ロサンゼルスオリンピック誘致日系人代表委員
- 1978年 米国カーター大統領からフレンドシップフォース日本代表に任命される
- 1994年 米国UCLA財団理事
- 1995年 社団法人茶道裏千家淡交会東京第八北支部支部長
- 1995年 社団法人国際文化協会顧問
- 1998年 米国ウッドベリー大学経済学名誉博士号取得
- 1999年 日米協会スポーツ委員会委員
- 2000年 財団法人世界自然保護基金日本委員会評議員
- 2001年 全米大学管理者協会名誉会員
- 2005年 学習院桜鞍会理事
- 2005年 財団法人日本国際連合協会評議員
- 2007年 ICD（インター・コワフュール・モンディアル）名誉会員
- 2008年 財団法人山階鳥類研究所賛助会員
- 2011年 公益財団法人世界自然保護基金ジャパン顧問
- 2011年 南カリフォルニア大学(USC)理事監査委員
- 2011年 健康生きがい学会理事
- 2015年 日本ダイエット推進センター会長
- 2017年 大阪大学招へい教授
- 2017年 一般財団法人美齢学ジェロントロジーセンター理事長
- 2017年 青山学院大学学長アドバイザー

## 美容福祉
1995年、慶應義塾大学病院入院中の山野愛子がベッド上でも身だしなみを整えている姿を見て、美容と福祉がQOL向上の上で密接に関連していることに着目し「美容福祉」を発想。1999年山野美容芸術短期大学に3年間で美容師と介護福祉士資格を取得する「美容福祉学科」を開設し、日本で初めて美容福祉に関する教育を開始。同年、美容福祉に関する理論的研究を推進するために「日本美容福祉学会」（2009年一般社団法人・日本美容福祉学会に改組）を設立。2002年美容福祉理論に基づく訪問理美容などを実践する「特定非営利活動法人・全国介護理美容福祉協会」を設立した。

## 著書
- 「YES,YOU CAN」1977年、白馬出版
- 「地球社会に向けて」1990年、IN通信社
- 「思えば叶う」2000年、IN通信社
- 「生きるほどに美しく」2003年、IN通信社
- 「YES,YOU CAN Ver.2.0」2007年、IN通信社
- 「生き方の革命」2012年、IN通信社
- 「ジェロントロジー」2015年、IN通信社
- 「美齢学」2018年、朝日新聞出版

## 受賞
- 1977年 日米親善貢献に対して内閣総理大臣感謝状
- 1985年 美容師技能振興育成貢献に対し労働大臣感謝状
- 1985年 日米貿易振興貢献に対し通商産業大臣表彰状
- 1988年 社団法人日本理容美容教育センターから美容教育永年勤続賞
- 1989年 理容師美容師養成功労に対し厚生大臣表彰状
- 1990年 日ソ文化交流促進貢献に対し外務大臣感謝状
- 1995年 政管健保及び厚生年金保険事業発展貢献に対し社会保険庁長官表彰状
- 1998年 第18回長野冬季五輪組織委員会から感謝状
- 2002年 国際交流活動発展貢献に対し外務大臣表彰状
- 2003年 日仏教育文化交流貢献に対しパリ市民顕彰賞（メダル）
- 2012年 フランス共和国国家功労勲章コマンドゥール[2]
- 2012年 フランス共和国芸術文化勲章オフィシエ[2]
- 2012年秋 旭日小綬章[4]
- 2013年 USC特別学部長賞